# Клонцак, Владимир Ярославович
Владимир Ярославович Клонцак (род. 27 февраля 1968, Бугульма, Татарская АССР) — советский и российский футболист, выступал на позиции защитника.

## Игровая карьера
Карьеру игрока начал в 1986 году в команде второй лиги «Турбина» Брежнев, за которую отыграл два сезона. В 1988—1989 году играл за казанский «Рубин», после чего перешёл в «КАМАЗ».
В составе набережночелнинской команды в 1990—1997 годах провёл 243 матча, забил 14 мячей (рекордсмен по числу матчей в высшей лиге чемпионата России за «КАМАЗ» — 151 матч из 162 матчей «КАМАЗа»). Участник Кубка УЕФА-Интертото-1996 (6 матчей, 2 гола). В июле 1993-го и августе 1995 года выступал в составе студенческой сборной России (сформированной из игроков «КАМАЗа») на летних Универсиадах в США (5 матчей, 2 гола) и Японии (6 матчей), завоевал бронзовую медаль в Фукуоке.
После вылета «КАМАЗа» из высшего дивизиона перешёл в клуб первого дивизиона «Локомотив» Нижний Новгород, с которым вернулся в «вышку», но не сыграл за «Локомотив» там ни одного матча, и в июне 1999 года перешёл в нижнекамский «Нефтехимик», с которым в 2000 году вышел из второго дивизиона в первый.

## Тренерская карьера
С 2001 года находился в тренерском штабе «Нефтехимика» (при этом сыграв за команду в первом дивизионе: в 2001 году — в двух матчах, в 2003 — в одном). В 2004 году в мае—июне — и. о. главного тренера команды, с сентября — главный тренер, в дальнейшем возглавлял команду с мая 2005 по конец 2009 года, после чего вошёл в тренерский штаб «КАМАЗа». Через два года возглавил команду после ухода Роберта Евдокимова, по итогам сезона 2014/15 годов (1-е место в зоне «Урал-Поволжье») вывел «КАМАЗ» в ФНЛ. В конце 2017 года покинул клуб. В октябре 2020 года вошёл в тренерский штаб «КАМАЗа-М». Перед началом сезона 2021/22 назначен главным тренером основной команды, вышедшей в Первый дивизион ФНЛ, вследствие отсутствия необходимой лицензии у Ильдара Ахметзянова. Перед началом сезона 2024/25 Ахметзянов поступил на обучение на тренерскую лицензию UEFA Pro и вновь стал главным тренером «КАМАЗа».

## Личная жизнь
Сын Владимир Клонцак (1994 г. р.) — футболист, за «КАМАЗ» в период с 2013 по 2019 год сыграл в 127 матчах, забил 9 мячей.